# Lygropia szentivanyi
Lygropia szentivanyi is een vlinder uit de familie van de grasmotten (Crambidae). De wetenschappelijke naam van de soort is voor het eerst gepubliceerd in 1968 door Eugene Gordon Munroe.
De soort komt voor in Papoea-Nieuw-Guinea.